# ダヴィデ・マラカルネ
ダヴィデ・マラカルネ（Davide Malacarne、1987年7月11日 - ）は、イタリア、フェルトレ出身の自転車競技（ロードレース）選手。

## 来歴
2005年
- シクロクロス世界選手権・ジュニア部門 優勝
- シクロクロス国内選手権・ジュニア部門 優勝

2008年、クイックステップとトレーニー（育成選手）契約。
2009年、クイックステップのトップチームに昇格。
- ツアー・オブ・ターキー 総合2位。
- ジロ・デ・イタリア 初出場、第18ステージ棄権
- コッパ・サバティーニ 4位

2010年
- カタルーニャ一周 区間1勝(第5)
- ブエルタ・ア・エスパーニャ 初出場、総合126位

2011年
- ティレーノ〜アドリアティコ 山岳賞
- ジロ・デ・イタリア 総合146位
- ブエルタ・ア・エスパーニャ 総合56位

2012年、チーム・ヨーロッパカーに移籍。
- レ・ブークル・デュ・スュド・アルデシュ 4位
- ツール・ド・フランス 初出場、総合59位

2013年
- グランプリ・ドゥヴェルテュール・ラ・マルセイエーズ 5位
- ブラバントス・パイル 7位
- ツール・ド・フランス 総合49位